# Сідельников Віктор Михайлович
Віктор Михайлович Сідельников (15 жовтня 1928, Харків — 31 травня 1997, Київ) — український науковець-педіатр, професор, доктор медичних наук, член-кореспондент НАН України, НАМН України, АМН СРСР, АМН Росії. Заслужений діяч науки і техніки України. Нагороджений Орденом Трудового Червоного Прапора. Автор понад 300 наукових робіт, серед яких 15 підручників, посібників і монографій з педіатрії.

## Життєвий шлях
Народився 15 жовтня 1928 року в Харкові. У 1955 році закінчив педіатричний факультет Київського медичного інституту.
З 1958 по 1970 — асистент, потім доцент педіатричної кафедри при Київському медичному інституті.

З 1971 по 1997 — завідувач кафедрою госпітальної педіатрії Київського медичного інституту.

З 1972 по 1978 — проректор з наукової роботи.

З 1980 по 1984 — декан педіатричного факультету. 

З 1984 по 1989 — проректор з лікувальної справи Київського медичного інституту.
У 1958 році захистив кандидатську дисертацію «Білковий спектр плазми крові в клініці ревматизму у дітей» (науковий керівник — проф. Є. Г. Городецька).

У 1969 році захистив докторську дисертацію «Діагностика деяких вроджених вад серця у дітей та оцінка порушень гемодинаміки за непрямими показниками» (науковий консультант — проф. І. М. Руднєв).

У 1971 році йому присвоєно вчене звання «професор».

Могила Віктора Сідельникова, Байкове кладовище

Віктор Михайлович Сідельников створив наукову школу дитячої кардіоревматології та дитячої алергології. Зокрема, описав найдрібніший дефект міжшлункової перегородки, методику застосування серцевих глікозидів у дітей; він також є автором протизапального препарату Пірамідант і мазі для лікування атопічного дерматиту у дітей. Велику увагу приділяв науковим розробкам в області інтенсивної педіатрії та неонатології.
Брав участь у ліквідації аварії на Чорнобильській АЕС і вивчав питання екологічної педіатрії.
У 1986 році йому було присвоєно звання Заслуженого діяча науки і техніки України, а в 1990 році — був обраний членом Національної комісії з радіаційного захисту України. З 1972 по 1974 — головний педіатр МОЗ УРСР. З 1975 по 1997 — головний дитячий кардіоревматолог МОЗ України. З 1982 по 1997 — головний редактор журнал «Педіатрія, акушерство та гінекологія».
В останні роки життя був прикутий до ліжка через важку хворобу, переніс інсульт. Помер на 69-му році життя 31 травня 1997 року у Києві. Похований разом із дружиною на Байковому кладовищі (ділянка № 49а, 50°24′59.23″ пн. ш. 30°30′5.4″ сх. д. / 50.4164528° пн. ш. 30.501500° сх. д.).
З 1999 року в Україні засновані щорічні «Сідельниковські читання» (Всеукраїнська науково-практична конференція «Актуальні питання педіатрії» пам'яті професора В. М. Сідельникова).
Донька — Катерина Цвєткова (нар. 1954), кандидат медичних наук, лікар-пульмонолог.

## Вибрані праці
- Дитячі хвороби: Підруч. для студ. вищих мед. навч. закл. освіти III—IV рівнів акредитації, лікарів-інтернів, курсантів та асп. / В. М. Сідельников. — К.: Здоров'я, 1999. — 734 с.
- Кардиология детского возраста: монография / П. С. Мощич, В. М. Сидельников, Д. Ю. Кривченя и др. — К.: Здоров'я, 1986.  — 400 с.
- Неотложная помощь при аллергических заболеваниях у детей. Неотложная помощь в педиатрии/Под ред. В. М. Сидельникова. — К., 1976. — С. 99-103.
- Неотложные состояния в педиатрии / В. М. Сидельников — К.: Здоров'я, 1994. — 605 с.
- Практическая кардиология детского возраста / Руднев И. М., П. С. Мощич, Сидельников В. М. — Киев, «Здоровье», 1969. — 229 с.